# 惠州学院
惠州学院（英語：Huizhou University），是广东省惠州市唯一的一所公办综合性本科大学，本地人习惯称之为“惠州大学”，校本部位于惠城区河南岸金山湖。前身是1921年建校的广州市立师范学校，并一直以师范学校的形式存在，直至2000年3月才经教育部批准升格为本科院校。

## 历史
因学校曾一直主要在惠州西湖内的丰湖书院，即惠州学院丰湖校区办学，故民间和当地媒体一般习惯把惠州学院的历史追溯至南宋淳祐四年（公元1244年）惠州太守赵汝驭在银冈岭创建“聚贤堂”。1254年，惠州太守刘克纲更名丰湖书院，成为当时广东四大著名书院之一。1801年惠州知府伊秉绶将惠阳书院建于此，建有澄观楼等建筑，成为具有较大规模的书院。1901年丰湖书院改名为惠州中学堂，继而改为惠州中学。1913年，改名广东省第三中学，直至1938年因日军入侵惠州而离开丰湖书院。
而官方则认定惠州学院的前身是1921年10月创办的广州市立师范学校，当时原有的师范毕业生不能满足广州社会对教师的需求，于是广州市教育局筹办此校。1933年7月，广州市立师范学校改组为勷勤大学师范学院，原广州市立师范各班仍继续办理，改称师范学院附属中学。抗战时期，附中迁出广州，数度迁徙，并在1933年至1946年期间不断发展变迁，多次更名为：勷勤大学教育学院附中、省立勷勤大学附中、省立教育学院附中、省立文理学院附中、省立粤秀中学。
1946年春，省立粤秀中学从连县迁至丰湖书院并更名为广东省立惠州师范学校。解放后，政府逐步修复丰湖书院的旧建筑物，使学校成为广东省的重点师范学校。1949年10月校名改为广东惠州师范学校，1959年4月改为惠阳师范学校；1965年9月，学校迁至惠东县平山农场，并于1970年5月与广东耕读师范学院合并，从惠东县搬至博罗县显岗水库，改为惠阳地区师范学校。1976年学校迁回丰湖书院，1977年开始招收大专班学生。1978年12月，经国务院批准升格并更名为惠阳师范专科学校，简称“惠阳师专”。
惠州教育学院于1963年成立，时称惠阳地区教师进修学校，曾于1966年因文化大革命停办，1978年10月复办，1980年11月改称为惠阳地区教师进修学院，1983年4月经广东省人民政府批准改名为惠州教育学院。
1986年6月惠阳师专与惠州教育学院联合办学；1989年4月与西北纺织学院惠州分院联合办学。
1992年7月经广东省人民政府批准，在三校联合办学的基础上筹办“惠州大学”，并在惠州市区河南岸马庄征地用作新校区。1993年9月正式成立惠州大学。2000年3月经全国高校设置评议委员会投票通过，教育部正式批准升格为本科院校并更为现名。2016年6月，广东省教育厅与惠州市人民政府支持共建惠州学院。2021年1月，惠州学院正式成为广东省属本科高校。

## 学院规模
据学院官方资料，惠州学院占地总面积为160.65万平方米，建筑面积25.62万平方米，绿化面积12.66万平方米。馆藏图书104.50万册，电子图书60.99万册，报纸165种、期刊1544种、外文9种。
招有全日制本专科在校生9286人，成人教育类学生6749人。专任教师522人，其中博士50人，硕士250人。
惠州学院目前共有马克思主义学院、文学与传媒学院、化学与材料工程学院、计算机科学与工程学院、电子信息与电气工程学院、外国语学院、生命科学学院、旭日广东服装学院、地理与旅游学院、体育学院、经济管理学院、美术与设计学院、建筑与土木工程学院、音乐学院、政法学院、教育科学学院、数学与统计学院等17个学院。

## 学术期刊
惠州学院公开发行《惠州学院学报》学术期刊。《惠州学院学报》是综合性学术理论刊物，创刊于1981年，前身是《惠阳师专学报》，每年发行6期，其中第1、2、4、5期是哲学社会科学版，第3、6期为自然科学版。
国内刊号为CN44-1553/z，国际连续刊号为ISSN 1671-5934。售价为人民币8元。

## 校区

### 金山湖校区

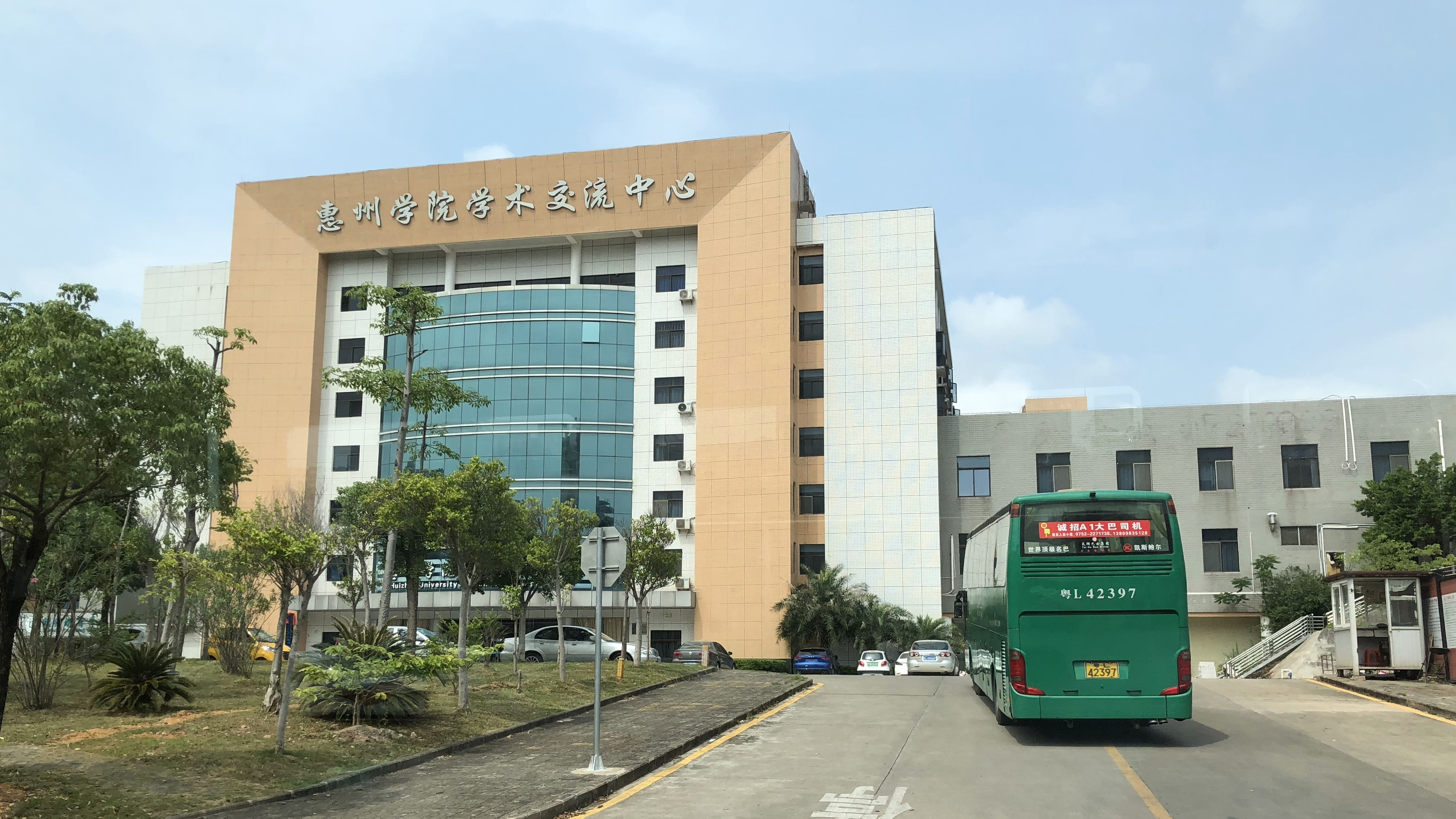
惠州学院国际交流中心

金山湖校区位于惠州市惠城区河南岸金山湖，1992年7月筹办惠州大学时便在此征地150万平方米作为大学新校区，1993年开始兴建。
2007年7月6日，学院丰湖校区迁建项目在金山湖校区开工，由惠州市代建项目管理局和惠州市体育场馆建设指挥部负责代建，总投资1.41亿元，共建设13号、15号、16号、17号学生宿舍楼、教学办公楼、图书馆二期和学术交流中心，总建筑面积为6.74万平方米，以应付丰湖校区搬迁至金山湖校区后硬件设施配套不足的情况。而金山湖游泳跳水馆、体育馆也将在第13届广东省运动会后交付惠州学院使用。2008年9月以建成并交付使用。
2008年7月12日至13日，原丰湖校区的学生全部搬迁至金山湖校区，至此惠州学院所有部门完全在金山湖校区，而金山湖校区也成为惠州学院唯一的校区。

### 丰湖校区
丰湖校区的前身是丰湖书院，曾是广东省第三中学校舍。抗战期间被日军炸毁。抗战后被省立粤秀中学改作学校用地，之后该校区一直伴随惠州学院成长和发展。1992年开始新建金山湖校区后便开始讨论从丰湖校区搬出，唯条件不成熟未有行动。
2007年5月，惠州市政府开始计划西湖美化工程，进一步打造惠州城市新形象，美化西湖、还湖于民，恢复丰湖书院原貌，因而丰湖校区搬迁工作被提上议程。会议室、办公室等于2008年6月份即已搬迁，教室、学生宿舍于7月12日至13日搬迁，全部搬迁计划9月底完成。至此丰湖校区30年的办学历史将画上圆满句号。
目前丰湖校区已被惠州市园林局接管，改造计划正在制定当中，有报道称有可能改为旅游区向游客开放，或有可能设立文学院、书画院，也有建议称保留丰湖和传承惠州文化，或恢复成向市民开放的公共景区。而惠州市副市长黄锦辉要求，要将丰湖书院与西湖其他景点有机融合，原汁原味地保留其文化底蕴。

## 歷任校長
歷任校長資料僅從惠陽師專時期（1978年12月）開始。
- 张文风：惠陽師專校长、党委书记（1978年12月－1981年12月）
- 任洪：惠陽師專校长、党委书记（1982年6月－1984年6月）
- 程亮：惠阳地区教师进修学院院长（1980年1月－1983年1月）
- 凌锡澄：惠陽師專校长、党委书记（1985年4月－1986年4月）
- 曾铁元：惠阳地区教师进修学院院长、党委书记（1984年8月－1989年5月）
  - 惠陽師專校长（1989年5月－1992年11月）
- 黄石生：惠州大學校长、党委副书记（1994年7月－2001年4月）
- 张岳恒：惠州學院院长、党委副书记（2001年4月－2008年4月）
- 杨海涛：惠州学院院长、党委副书记（2008年4月－2011年1月）
- 彭永宏：惠州学院校长、党委副书记（2011年1月－2018年10月）
  - 惠州学院党委书记、校长（2018年10月－今）